# Eleutherodactylus pinchoni
Hylode de Pinchon
Espèce
Statut de conservation UICN

 EN B1ab(iii,v)+2ab(iii,v) : En danger
Eleutherodactylus pinchoni, l’Hylode de Pinchon, est une espèce d'amphibiens de la famille des Eleutherodactylidae.

## Répartition et habitat
Cette espèce est endémique de Guadeloupe. Elle se rencontre du niveau de la mer jusqu'à 1 250 m d'altitude dans l'île de Basse-Terre. Elle préfère les forêts mésiques et humides, mais survit aussi dans les forêts secondaires. C'est une grenouille terrestre. Les mâles appellent du sol ou de la végétation basse et les œufs sont pondus sur le sol ou dans des bromélides.
Les forêts où vit Eleutherodactylus pinchoni sont de petite superficie et la qualité des habitats en déclin. Elle est également menacée par les pesticides utilisés dans les plantations de bananes, l'introduction de prédateurs (particulièrement les rats, les chats et les mangoustes), ainsi que par l'introduction de Eleutherodactylus johnstonei qui semble la déplacer.

## Description
Cette espèce mesure 16 mm pour les mâles et 20 mm pour les femelles, la plus petite femelle gravide trouvée mesurait 16,6 mm. Le museau est acuminé, le tympan visible et presque circulaire. Les doigts sont longs, minces et non palmés, mais ont des disques adhérents relativement bien formés. Les orteils sont de longueur moyenne et présentent des vestiges de palmure.

## Étymologie
Cette espèce est nommée en l'honneur du père Robert Pinchon (1913-1980).

## Publication originale
- (en) Schwartz, 1967 : Frogs of the genus Eleutherodactylus in the Lesser Antilles. Studies on the Fauna of Curaçao and other Caribbean Islands, vol. 24, p. 1–62.